# Xavales
Xavales (títol original en castellà, Chavalas) és una pel·lícula espanyola còmica de 2021 dirigida per Carol Rodríguez Colás i protagonitzada per Vicky Luengo, Elisabet Casanovas, Carolina Yuste i Ángela Cervantes. Gravada originalment en castellà, s'ha doblat al català per TV3, que va estrenar-la el 6 d'abril de 2023.

## Sinopsi
La Marta, la Desi, la Soraya i la Bea, quatre amigues inseparables en l'adolescència, tornen a trobar-se en el barri per a reviure una autèntica i tragicòmica amistat. Una realitat que les obligarà a enfrontar-se a aquelles adolescents que van ser i a les dones que volen ser. Gairebé sense adonar-se'n, s'ajudaran a prendre decisions importants en les seves vides. El pas del temps i el diferent que són no serà excusa perquè la seva amistat prevalgui sobretot la resta.

## Repartiment
- Vicky Luengo com Marta
- Carolina Yuste com Desi
- Elisabet Casanovas com Bea
- Ángela Cervantes com Soraya
- José Mota com Ramón
- Ana Fernández com Lili
- Cristina Plazas com Maricarmen
- Mario Zorrilla com Juan
- Andreas Muñoz com Adrián
- Frank Feys com Ray
- Louise Good com Katy
- Carlos Serrano-Clark com Guille
- Biel Durán com Joan
- Lluís Marqués com Pablo
- Maite Buenafuente com Rosalía
- María Donoso com Trini
- María González com Vane

## Rodatge
El rodatge va començar el març de 2020 en el barri de Poblenou, s Barcelona i a la ciutat de Cornellà. El rodatge es va interrompre a causa de la crisi sanitària provocada per la pandèmia de la COVID-19.

## Producció
Xavales és la pel·lícula de debut de Carol Rodríguez Colás. El guió va ser escrit per la seva germana Marina Rodríguez Colás. Juan Carlos Lausín va treballar com a director de fotografia mentre que la partitura va ser composta per Francesc Gener. Ha estat produïda per Balance Media Entertainment amb la participació de RTVE, Televisió de Catalunya, ICEC i Movistar+.

## Estrena
La pel·lícula va participar i es va preestrenar al Festival de Màlaga, optant a la Bisnaga d'Or. Al maig s'anuncia la data de llançament de la pel·lícula als cinemes, el 3 de setembre de 2021.

## Premis
| Any  | Premi                                  | Categoria                                      | Nominat                      | Resultat         | Ref    |
| ---- | -------------------------------------- | ---------------------------------------------- | ---------------------------- | ---------------- | ------ |
| 2022 | IX Premis Feroz                        | Millor pel·lícula de comèdia                   | Millor pel·lícula de comèdia | Nominat          | [ 13 ] |
| 2022 | IX Premis Feroz                        | Millor actriu protagonista                     | Carolina Yuste               | Nominat          | [ 13 ] |
| 2022 | 77nes Medalles del CEC                 | Millor director novell                         | Carol Rodríguez Colás        | Nominat          | [ 14 ] |
| 2022 | 77nes Medalles del CEC                 | Millor actriu secundària                       | Carolina Yuste               | Nominat          | [ 14 ] |
| 2022 | 77nes Medalles del CEC                 | Millor actriu revelació                        | Ángela Cervantes             | Nominat          | [ 14 ] |
| 2022 | 77nes Medalles del CEC                 | Millor guió original                           | Marina Rodríguez Colás       | Nominat          | [ 14 ] |
| 2022 | XXXVI Premis Goya                      | Millor director novell                         | Carol Rodríguez Colás        | Nominat          | [ 15 ] |
| 2022 | XXXVI Premis Goya                      | Millor actriu revelació                        | Ángela Cervantes             | Nominat          | [ 15 ] |
| 2022 | Premis Gaudí de 2022                   | Millor actriu                                  | Vicky Luengo                 | Nominat          | [ 16 ] |
| 2022 | Premis Gaudí de 2022                   | Millor actriu secundària                       | Ángela Cervantes             | Guanyador        | [ 16 ] |
| 2022 | Premis Gaudí de 2022                   | Millor perruqueria i maquillatge               | Montse Boqueras              | Nominat          | [ 16 ] |
| 2022 | Festival de Màlaga (2021)              | Bisnaga d'Or a la millor pel·lícula            | Xavales                      | Nominat          |        |
| 2022 | Festival de Màlaga (2021)              | Bisnaga de Plata. Premi del públic             | Xavales                      | Guanyador        |        |
| 2022 | Festival de Màlaga (2021)              | Premi Asecan òpera prima                       | Xavales                      | Guanyador        |        |
| 2022 | Festival de Cinema d'Alcalá de Henares | Certamen Pantalla Oberta als nous realitzadors | Carol Rodríguez Colás        | Premi del públic |        |